# Coleosoma
Genre
Coleosoma est un genre d'araignées aranéomorphes de la famille des Theridiidae.

## Distribution
Les espèces de ce genre se rencontrent sur presque toutes les terres émergées sauf aux pôles.

## Liste des espèces
Selon World Spider Catalog (version 17.5, 26/09/2016) :
- Coleosoma acutiventer (Keyserling, 1884)
- Coleosoma africanum Schmidt & Krause, 1995
- Coleosoma blandum O. Pickard-Cambridge, 1882
- Coleosoma caliothripsum Barrion & Litsinger, 1995
- Coleosoma floridanum Banks, 1900
- Coleosoma matinikum Barrion & Litsinger, 1995
- Coleosoma normale Bryant, 1944
- Coleosoma octomaculata (Bösenberg & Strand, 1906)
- Coleosoma pabilogum Barrion & Litsinger, 1995
- Coleosoma pseudoblandum Barrion & Litsinger, 1995

## Publication originale
- O. Pickard-Cambridge, 1882 : On new genera and species of Araneidea. Proceedings of the Zoological Society of London, vol. 50, no 3, p. 423-442 (texte intégral).